# Bar Jamaica

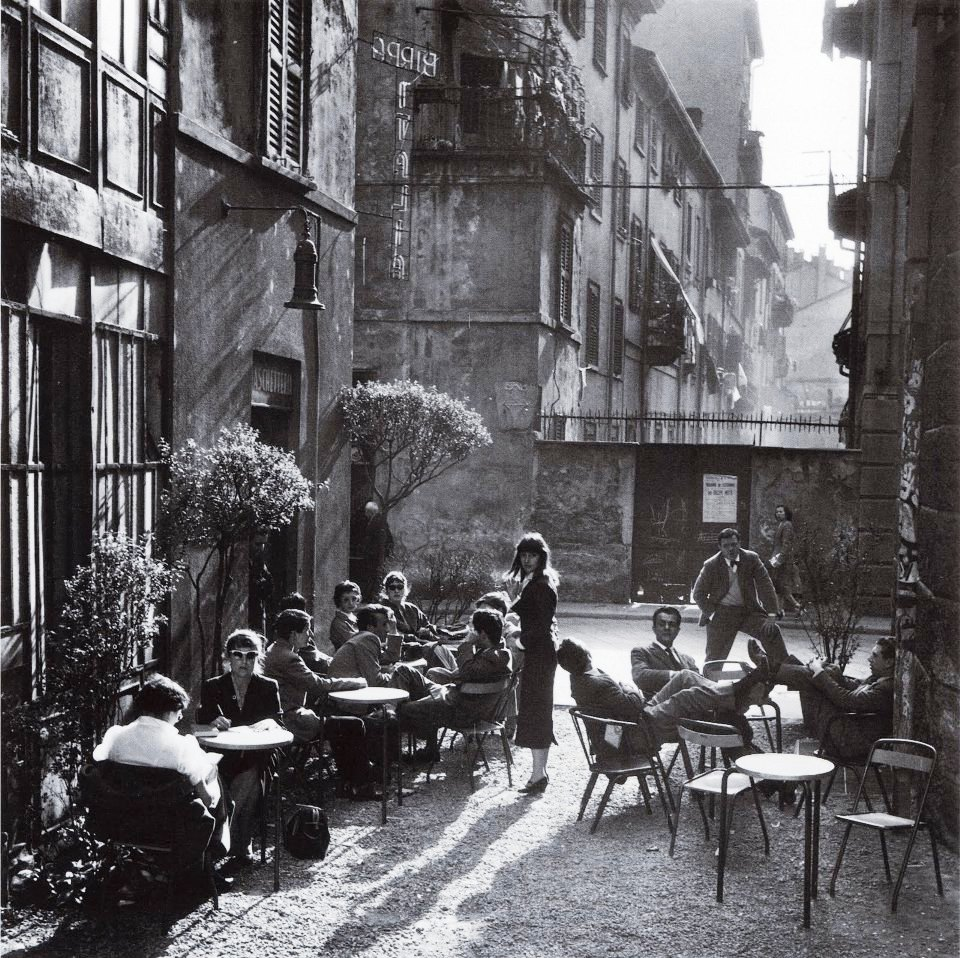
Il bar nel 1955, in una fotografia di Ugo Mulas

Il Bar Jamaica è un esercizio storico di Milano, ubicato nel quartiere Brera, in Via Brera 32. Fa parte dell'associazione Locali storici d'Italia.

## Storia
Aperto nel 1911, fu ritrovo di intellettuali, politici e artisti tra i quali si ricordano: Luciano Bianciardi, Ugo Mulas, Mario Dondero, Carlo Bavagnoli, Uliano Lucas, Alfa Castaldi con la moglie Anna Piaggi, Giulia Niccolai, Arnaldo Di Benedetto, Giancarlo Fusco, Camilla Cederna, Piero Manzoni, Emilio Tadini, Gianni Dova, Roberto Crippa, Luigi Pagliarani, Cesare Peverelli, Bruno Cassinari, Ernesto Treccani, Ennio Morlotti, Lucio Fontana, Germano Lombardi, Nanni Balestrini, Giuseppe Ungaretti, Salvatore Quasimodo, Valerio Adami, Benito Mussolini, Guido Aristarco, Allen Ginsberg, Dino Buzzati, Ernest Hemingway, Enrico Baj, Dario Fo, Bobo Piccoli, Ibrahim Kodra, Alberto Zilocchi, Ugo Guarino.